# 日本メディカル福祉専門学校
日本メディカル福祉専門学校（にほんメディカルふくしせんもんがっこう）は、学校法人瓶井学園が運営する大阪市東淀川区にある専修学校。

## 沿革
- 1989年 日本メディカル工学専門学校として開校。
- 1999年 現校名に改称。

## 学科
平成23年3月に「保育士科通信課程」が誕生。専門学校では全国初となる。
平成26年4月現在、全国唯一の夜間（18時講義開始）の臨床工学専攻科を持つ。
- 臨床工学科（通学・昼間3年）
- 臨床工学専攻科（通学・夜間2年）
- 社会福祉士科（通学）
- 精神保健福祉科（通信）
- 社会福祉科（通信）
- こども福祉学科
  - 保育士科通信課程（通信3年）

## 所在地
- 〒533-0015 大阪市東淀川区大隅1-3-14

最寄り駅は、阪急京都本線 上新庄駅